# Стадион БЈК Инону
Стадион БЈК Инону (тур. BJK İnönü Stadyumu) је вишенаменски стадион у Истанбулу, Турска и матични терен фудбалског клуба Бешикташ. Раније је терен такође био дељен са Галатасарајем и Фенербахчеом. Терен се налазио у Долмабахчеу, близу Палате Долмабахче у округу Бешикташ, на европској страни Истанбула. Стадион је срушен осим зидова трибине Ески Ачик и његових историјских торњева како би се на истој локацији изградио нови стадион за Бешикташ.
Стадион са свим седиштима је имао капацитет да прими 32.145 гледалаца.

## Структура стадиона
БЈК Инону Стадион имао је четири трибине. Трибина Капали, која се налазила паралелно са тереном на северној страни, могла је да прими до 5.881 навијача и сматрана је срцем стадиона, где су се традиционално окупљали најфанатичнији навијачи. Насупрот Капали била је трибина Нумаралı са капацитетом од 5.237 седишта. Трибине иза голова биле су Ески Ачик са капацитетом од 7.962 седишта и Иени Ачик са капацитетом од 13.065 седећих места. Са леве и десне стране трибине Ески Ачик налазиле су се две куле, које су биле интегрисане у дизајн Водафон парка, новог стадиона и дома Бешикташа. Пре реконструкције, капацитет стадиона био је преко 39.000.
Са горњих редова трибине Јени Ачик могли су се видети Босфор, палата Долмабахче, кула са сатом Долмабахче, џамија Долмабахче и Девојачка кула, што је Инону стадион чинило јединственим на свету, јер је са њега фудбалски навијач могао да види два континента: Европу и Азију, раздвојене Босфорским мореузом.

## Историја
Стадион БЈК Инону, првобитно познат као стадион Долмабахче, пројектовао је италијански архитекта Паоло Виети-Виоли у сарадњи са турским архитектима Синаси Сахингирајем и Фазилом Аисуом. Изабрана локација за изградњу била је на месту штала Палате Долмабахче. Оснивање стадиона започело је 19. маја 1939. године, али је изградња прекинута због Другог светског рата. Стадион је званично отворен 19. маја 1947. године од стране Исмета Иненуа, другог председника Турске и навијача Бешикташа, и Лутфија Кирдара, гувернера Истанбула, са почетним капацитетом од 16.000 места. У оригиналном дизајну, Ески Ачик трибина је требало да има две бронзане статуе атлетичара, али оне никада нису направљене због финансијских ограничења. Фабрика уља иза стадиона је срушена како би се 1950. године направила Јени Ачик трибина на западној страни, која је касније 2004. године добила кров. Галатасарај и Фенербахче су делили стадион са Бешикташом до изградње стадиона Али Сами Јен 1964. године и реновације стадиона Шукру Сараџоглу 1988. године.
Прва фудбалска утакмица на стадиону Долмабахче одиграна је 27. новембра 1947. између Бешикташа и АИК Стокхолма из Шведске. Први гол на стадиону постигао је Сулејман Себа, који је био најпознатији и најдуже служећи председник клуба у 80-им и 90-им годинама прошлог века, тада као играч Бешикташа. Меч је завршен поразом Бешикташа резултатом 3-2. Стадион је 1952. преименован у Митхат Паса, а 1973. у Инону стадион. У фебруару 1998. Бешикташ ЈК и Министарство омладине и спорта потписали су уговор који је Бешикташу ЈК дао права коришћења стадиона Инону на 49 година.
Реконструкција стадиона извршена је 2004. године, током које је уклоњена тартан стаза и спуштен ниво терена за 4 метра, повећавајући капацитет на 32.145 гледалаца. Седишта за новинаре премештена су на трибину Нумарали, а извршни апартмани на Капали трибини су срушени. Такође, први пут у Турској уклоњена је жичана ограда између трибина и терена. Број улаза у стадион је удвостручен, изграђен је прес центар за Бешикташ ТВ, а реновирани су тоалети и пулти за храну. Трибина Иени Ачик покривена је металним кровом, и стадион је усклађен са УЕФА стандардима.
Стадион се налази у близини Босфора и врло је близу Таксим трга. Захваљујући својој централној локацији, до стадиона се лако може стићи различитим видовима јавног превоза, укључујући аутобус, трајект, метро, лаку железницу, жичару итд.
Стадион је имао четири различита сектора: Капали, где су се окупљали најстраственији навијачи за време утакмица; Јени Ачик, који се налазио на западној страни и гледао према Босфору, Ески Ачик, мањи сектор преко пута Јени Ачик-а, где су обично седели гостујући навијачи; и Нумарали, који је укључивао места за штампу, ВИП и протокол.
Сезона 2012-2013 била је последња коју је Бешикташ провео на стадиону Инону као домаћем терену. Током сезона 2013-14 и 2014-15, клуб је домаће утакмице играо претежно на Олимпијском стадиону Ататурк и стадиону Башакшехир Фатих Терим. Њихов нови стадион, Водафон парк, завршен је у априлу 2016. године.